# Апнерское сельское поселение
Апне́рское се́льское поселе́ние (чув. Упнер ял тӑрӑхӗ) — муниципальное образование в составе Вурнарского района Чувашской Республики. Административный центр — село Апнеры.
В Апнерское сельское поселение входят 4 населённых пункта. Главой поселения является Арбузов Николай Анатольевич.

## Организации
- СХПК «Абызово».
- ООО «Санар».
- КРС — 260.
- ОАО " Вурнарский мясокомбинат".

## Населённые пункты
На территории поселения находятся следующие населённые пункты:
| Название        | Тип населённого пункта       |
| --------------- | ---------------------------- |
| Апнеры          | Деревня                      |
| Старые Яхакасы  | Деревня                      |
| Абызово         | Село, административный центр |
| Анаткас-Абызово | Деревня                      |